# Sphagebranchus
Sphagebranchus is een voormalig geslacht van straalvinnige vissen uit de familie van slangalen (Ophichthidae).

## Taxonomische status
Sphagebranchus staat volgens ITIS geklasseerd als ongeldig junior synoniem en wordt dusdanig niet meer gebruikt en is niet meer dan een synoniem van de familie Caecula .

## Soorten
- Sphagebranchus cinctus Tanaka, 1908  synoniem van Leiuranus semicinctus
- Sphagebranchus kuro (Kuroda, 1947) synoniem van Caecula kuro
- Sphagebranchus rostratus Bloch, 1795 synoniem van Caecula pterygera